# Д’Отемарр, Шарль Франсуа Ксавье д’Эрвиль
Шарль Франсуа Ксавье д’Отемарр д’Эрвиль (17 декабря 1805, Шепи — 18 февраля 1891, Париж) — французский офицер, дивизионный генерал. Участвовал во Французском завоевании Алжира, Крымской войне.

## Военная карьера
Закончил военную академию Сен-Сир, назначен в 51-й полк линейной пехоты.
Он служил в Алжире, и генерал Камиль Альфонс Трезель упомянул его после взятия Бужи в 1833 году. Произведён в капитаны. Перешел в полк зуавов, где дослужился до командира батальона. В апреле 1845 года он был назначен во 2-й пехотный полк Иностранного легиона в звании подполковника .
Дослужившись до звания полковника, он перешел в командование 3-го полка линейной пехоты и принял участие в экспедиции на Рим.
Произведён в бригадные генералы 3 января 1852 года. В начале Крымской войны командовал 1-й бригадой 2-й дивизии П. Боске. Участник Альминского сражения. Произведён в дивизионные генералы, в мае 1855 года командовал 1-й дивизией 1-го корпуса при осаде Севастополя.
В 1856 году он находился в лагере Шалон, затем в итальянской армии. По возвращении он был назначен генеральным инспектором. В 1870 году он был назначен старшим командующим Национальной гвардией департамента Сены.
Он ушел в отставку 20 августа, чтобы присоединиться к комитету по укреплению Парижа. Помещенный в резерв, он заседал в комиссии по расследованию капитуляций крепостей в Франко-прусскую войну.

### Награды
- Большой крест ордена Почетного легиона
- Он также был награждён многочисленными иностранными орденами.
- Крымская медаль

### Политическая карьера
Он был генеральным советником кантона Варенн-ан-Аргонн (Маас) с 1861 по 1870 год.